# Ivan F. Simpson
Ivan Freebody Simpson (souvent crédité Ivan Simpson) est un acteur écossais, né à Glasgow (Écosse, Royaume-Uni) le 4 février 1875, mort à New York (État de New York, États-Unis) le 12 octobre 1951.

## Biographie
Installé aux États-Unis, Ivan F. Simpson joue au théâtre, à Broadway (New York), de 1905 à 1950, dans de nombreuses pièces.
Au cinéma, il tourne d'abord dix films muets, de 1915 à 1925. Son premier film parlant, en 1929, est Disraeli, un de ses plus connus, aux côtés de George Arliss dans le rôle-titre. Au total, il apparaît dans cent films américains, le dernier en 1948.
À la télévision, Ivan F. Simpson participe à cinq séries consacrées au théâtre, en 1950 et 1951, année de sa mort.

## Filmographie partielle
Au cinéma
- 1916 : Out of the Drifts de J. Searle Dawley
- 1923 : La Déesse rouge (The Green Goddess) de Sidney Olcott
- 1925 : Miss Bluebeard de Frank Tuttle
- 1925 : Rivales (Lovers in Quarantine) de Frank Tuttle

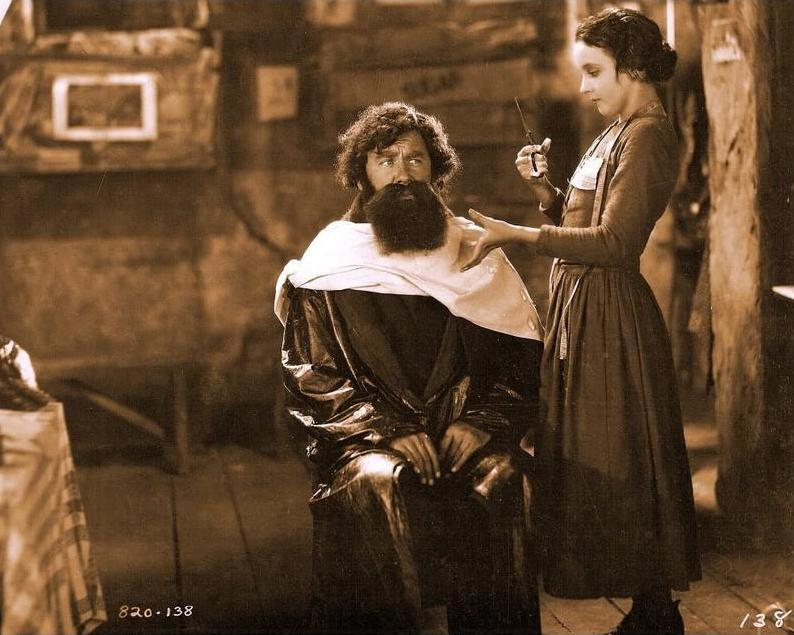
Ivan F. Simpson et Betty Bronson dans une scène du film A Kiss for Cinderella (1925).

- 1925 : A Kiss for Cinderella d'Herbert Brenon
- 1929 : Disraeli d'Alfred E. Green
- 1930 : Une belle brute (Manslaughter) de George Abbott
- 1930 : The Sea God de George Abbott
- 1930 : La Déesse rouge (The Green Goddess) d'Alfred E. Green
- 1930 : Old English d'Alfred E. Green
- 1930 : The Way of All Men de Frank Lloyd
- 1930 : Inside the Lines de Roy Pomeroy
- 1931 : Le Millionnaire (The Millionaire) de John G. Adolfi
- 1931 : La Fille de l'enfer (Safe In Hell) de William A. Wellman
- 1931 : The Lady Who Dared de William Beaudine
- 1932 : A Passport to Hell de Frank Lloyd
- 1932 : Le Fantôme de Crestwood (The Phantom of Crestwood) de J. Walter Ruben
- 1932 : L'Homme qui jouait à être Dieu (The Man who played God) de John G. Adolfi
- 1932 : The Crash de William Dieterle
- 1933 : The Past of Mary Holmes de Harlan Thompson et Slavko Vorkapich
- 1933 : Rose de minuit (Midnight Mary) de William A. Wellman
- 1933 : Le Secret de Madame Blanche (The Secret of Madame Blanche) de Charles Brabin
- 1933 : Charlie Chan's Greatest Case de Hamilton MacFadden : Brade
- 1934 : Le Monde en marche (The World moves on) de John Ford
- 1934 : Agent britannique (British Agent) de Michael Curtiz
- 1935 : Monseigneur le détective (The Bishop Misbehaves) d'Ewald André Dupont
- 1935 : L'Ombre du doute (Shadow of Doubt) de George B. Seitz
- 1935 : David Copperfield (The Personal History, Adventures, Experience, & Observation of David Copperfield the Younger) de George Cukor
- 1935 : La Marque du vampire (Mark of the Vampire) de Tod Browning
- 1935 : Les Révoltés du Bounty (Mutiny on the Bounty) de Frank Lloyd
- 1935 : Capitaine Blood (Captain Blood) de Michael Curtiz
- 1936 : Le Petit Lord Fauntleroy (Little Lord Fauntleroy) de John Cromwell
- 1936 : À vos ordres, Madame (Trouble for Two) de J. Walter Ruben
- 1936 : Le Pacte (Lloyd's of London) d'Henry King
- 1936 : Marie Stuart (Mary of Scotland) de John Ford
- 1937 : Le Démon sur la ville (Maid of Salem) de Frank Lloyd
- 1937 : London by Night de Wilhelm Thiele
- 1937 : Le Prince et le Pauvre (The Prince and the Pauper) de William Keighley et William Dieterle
- 1938 : La Baronne et son valet (The Baroness and the Butler) de Walter Lang
- 1938 : Les Aventures de Robin des Bois (The Adventures of Robin Hood) de Michael Curtiz
- 1938 : Marie-Antoinette (Marie Antoinette) de W. S. Van Dyke
- 1939 : Le Lien sacré (Made for each over) de John Cromwell
- 1939 : Frères héroïques (The Sun never sets) de Rowland V. Lee
- 1939 : Sherlock Holmes (The Adventures of Sherlock Holmes) d'Alfred L. Werker
- 1939 : Les Maîtres de la mer (Rulers of the Sea) de Frank Lloyd
- 1939 : La Tour de Londres (Tower of London) de Rowland V. Lee
- 1940 : Le Gangster de Chicago (The Earl of Chicago) de Richard Thorpe
- 1940 : Le Retour de l'homme invisible (The Invisible Man Returns) de Joe May
- 1940 : L'Île des amours (New Moon) de Robert Z. Leonard et W. S. Van Dyke
- 1942 : Embrassons la mariée (They all kissed the Bride) d'Alexander Hall
- 1942 : Prisonniers du passé (Random Harvest) de Mervyn LeRoy
- 1942 : Youth on Parade d'Albert S. Rogell
- 1942 : Nazi Agent de Jules Dassin
- 1942 : Si Adam avait su... (The Male Animal) d'Elliott Nugent
- 1943 : Vivre libre (This Land is Mine) de Jean Renoir
- 1943 : Un espion a disparu (Above Suspicion) de Richard Thorpe
- 1943 : Jane Eyre (Jane Eyre), de Robert Stevenson
- 1943 : Two Weeks to Live de Malcolm St. Clair
- 1944 : Une heure avant l'aube de Frank Tuttle
- 1944 : La Falaise mystérieuse (The Uninvited) de Lewis Allen
- 1948 : My Girl Tisa (en) d'Elliott Nugent

## Théâtre
Pièces jouées à Broadway, sauf mention contraire
- 1905 : Lucky Durham de Wilson Barrett
- 1905 : La Châtelaine (The Brighter Side) d'Alfred Capus, adaptation de Louis N. Parker
- 1905 : The Man who was, adaptation de F. Kinsley Peile, d'après Rudyard Kipling
- 1907 : The Evangelist d'Henry Arthur Jones
- 1909-1910 : Arsène Lupin (Arsene Lupin) de Francis de Croisset et Maurice Leblanc
- 1910 : Love among the Lions de (et mise en scène par) Winchell Smith, d'après F. Anstey, avec Ernest Cossart
- 1910 : The Speckled Band d'Arthur Conan Doyle
- 1911 : Becky Sharp de Langdon Mitchell, d'après La Foire aux vanités (Vanity Fair) de William Makepeace Thackeray, avec Henry Stephenson (adaptée au cinéma en 1935)
- 1911 : A Single Man de (et mise en scène par) Hubert Henry Davies, avec Mary Boland
- 1912-1913 : Hawthorne of the U.S.A. de James Bernard Fagan, avec Douglas Fairbanks, Henry Stephenson
- 1913 : Nan de John Masefield, avec Constance Collier, Henry Stephenson
- 1913 : Shadowed de Dion Clayton Calthrop et Cosmo Gordon Lennox
- 1913 : Miss Phoenix d'Albert Lee
- 1915 : Inside the Lines d'Earl Derr Biggers, avec William Keighley, Lewis Stone
- 1916 : Une femme sans importance (A Woman of No Importance) d'Oscar Wilde, avec Lionel Pape
- 1920 : The Charm School d'Alice Duer Miller et Robert Milton, avec James Gleason
- 1920-1921 : Rollo's Wild Oat de Clare Kummer, avec J.M. Kerrigan, Roland Young
- 1921 : La Déesse rouge (The Green Goddess) de William Archer, avec George Arliss, Ronald Colman (+ participation aux adaptations cinématographiques de 1923 et 1930 : voir filmographie ci-dessus)
- 1923-1924 : La Déesse rouge (The Green Goddess) de William Archer, avec George Arliss, Isobel Elsom (reprise, à Londres)
- 1924 : The Way Things happen de Clemence Dane
- 1924-1925 : Old English de John Galsworthy, avec George Arliss (+ participation à l'adaptation cinématographique de 1930 : voir filmographie ci-dessus)
- 1927 : Jules César (Julius Caesar) de William Shakespeare, avec Harry Davenport, Pedro de Cordoba, Basil Rathbone, Frederick Worlock
- 1927 : The Garden of Eden, adaptation d'Avery Hopwood, d'après Rudolph Bernauer et Rudolph Oesterreicher, avec Miriam Hopkins, Douglass Montgomery, Alison Skipworth
- 1928 : The Command Performance de C. Stafford Dickens, avec Ian Keith, Jessie Royce Landis
- 1928-1929 : The Perfect Alibi d'Alan Alexander Milne, avec Harry Beresford, Leo G. Carroll
- 1930 : A Kiss of Importance d'André Picard et H.M. Harwood, adaptation d'Arthur Hornblow Jr., mise en scène de Lionel Atwill, avec Montagu Love, Basil Rathbone
- 1940 : The Male Animal de James Thurber et Elliott Nugent, mise en scène et production d'Herman Shumlin, avec Leon Ames, Don DeFore, Elliott Nugent, Gene Tierney (+ participation à l'adaptation cinématographique de 1942 : voir filmographie ci-dessus)
- 1944 : Bright Boy de John Boruff
- 1944 : Sleep my Pretty One de Charlie Garrett et Oliver H.P. Garrett
- 1945 : The Barretts of Wimpole Street de Rudolf Besier, avec Brian Aherne, Katharine Cornell (adaptée au cinéma en 1934)
- 1945 : The Secret Room de Robert Turney, mise en scène de Moss Hart, avec Frances Dee
- 1946 : Swan Song de Charles MacArthur et Ben Hecht, mise en scène de Joseph Pevney
- 1946 : The Haven de Dennis Hoey, d'après Anthony Gilbert, avec Melville Cooper, Dennis King
- 1947-1948 : Antoine et Cléopâtre (Antony and Cleopatra) de William Shakespeare, avec Katharine Cornell (également productrice), Kent Smith, Charlton Heston, Maureen Stapleton, Lenore Ulric, Eli Wallach, Joseph Wiseman
- 1948-1949 : Make Way for Lucia de (et mise en scène par) John Van Druten, d'après les écrits d'Edward Frederic Benson, avec Isabel Jeans, Kurt Kasznar, Philip Tonge
- 1949-1950 : César et Cléopâtre (Caesar and Cleopatra) de George Bernard Shaw, mise en scène de Cedric Hardwicke, avec Cedric Hardwicke, Lilli Palmer, Ralph Forbes, Arthur Treacher, Robert Earl Jones